# Olin Jeuck Eggen
Olin Jeuck Eggen (ur. 9 lipca 1919 w stanie Wisconsin, zm. 2 października 1998 w Canberze) – amerykański astronom.
Zajmował się badaniem gwiazd o dużej prędkości, czerwonych olbrzymów za pomocą fotometrii wąsko- i szerokopasmowej oraz gwiazd podjasnych.

## Życiorys
W latach 1949–1956 pracował jako asystent w Obserwatorium Licka, później w latach 1956–1961 w Królewskim Obserwatorium Astronomicznym w Greenwich na stanowisku asystenta Astronoma Królewskiego, a następnie w latach 1961–1966 jako profesor w California Institute of Technology i astronom w Mount Wilson Observatory. W latach 1966–1977 był dyrektorem obserwatoriów Mount Stromlo oraz Siding Spring w Australii, w latach 1977–1998 pracował w Międzyamerykańskim Obserwatorium Cerro Tololo w Chile. W połowie lat 70. ukończył studium wszystkich czerwonych olbrzymów o jasności pozornej powyżej 5. Podzielił je na następujące kategorie: bardzo młode, młode i stare. Kilka z nich pozostało niesklasyfikowanych (aureole). Systematycznie badał także skuteczność metody paralaksy gwiezdnej za pomocą gwiazd wzrokowo podwójnych.
W 1985 otrzymał nagrodę Henry Norris Russell Lectureship.